# Rozeneiland
Rozeneiland of Insulo de la Rozoj was een micronatie aan het einde van de jaren zestig. Het bestond uit een kunstmatig platform in zee.

## Ontstaan
Het eiland was speciaal voor dit doel ontworpen en gebouwd door de Bolognese ingenieur Giorgio Rosa. Rosa had gediscussieerd met de Italiaanse overheid om toestemming te krijgen voor zijn plan om een dergelijk kunstmatig eiland te bouwen op een ondiep stuk van de Adriatische Zee, voor de kust van het Italiaanse Pesaro net buiten de Italiaanse territoriale grenzen. De overheid gaf hiervoor geen toestemming, omdat het gebied volgens hen tot de Italiaanse kustwateren behoorde en bovendien het stuk zee in concessie was gegeven aan het Italiaanse olieconcern Eni.
Desondanks besloot Rosa het eiland toch te bouwen, en er een micronatie uit te roepen. Het platform was 400 m² groot en stond op negen pijlers. Op het platform werden een restaurant, bar, nachtclub, souvenirwinkel en een postkantoor gevestigd. Er werden eigen postzegels uitgegeven en een munteenheid (de Mill) vastgesteld, hoewel er nooit een dergelijke munt gemaakt is. In 1967 werd het eiland geopend voor het publiek, en het werd een toeristische attractie.

## Onafhankelijkheid
Op 1 mei 1968 riep het eiland onafhankelijkheid uit. De officiële taal was Esperanto. De Italiaanse overheid zag dit als een manier om belastingen te ontduiken en op 25 juni 1968, 55 dagen na de onafhankelijkheidsverklaring, werd het eiland door Italiaanse autoriteiten bezet en met kanonneerboten geïsoleerd. Protesten van de overheid van het Rozeneiland werden genegeerd door de Italiaanse overheid. Ook de rest van de wereld besteedde er geen aandacht aan, wat deels te verklaren is door andere gebeurtenissen die op dat moment in de wereld plaatshadden, zoals de Vietnamoorlog en de Praagse Lente.
Op 13 februari 1969 blies het Italiaanse leger het platform op. Het werd niet meteen geheel vernietigd; dat gebeurde pas tien dagen later door een storm. Heden ten dage is het een dankbaar object voor duikers, op 8 meter diepte op de zeebodem.

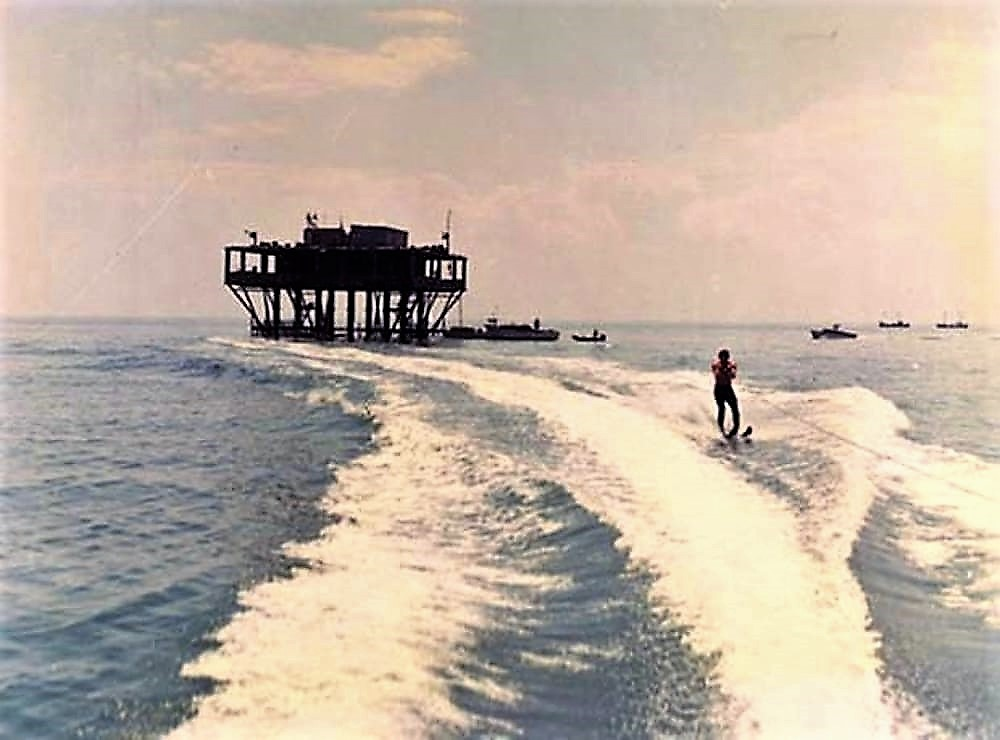
Rozeneiland in 1968
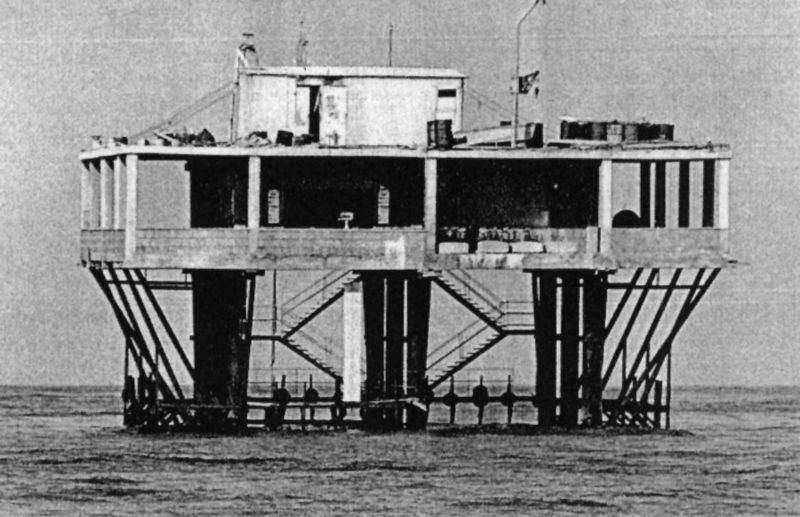
Close-up
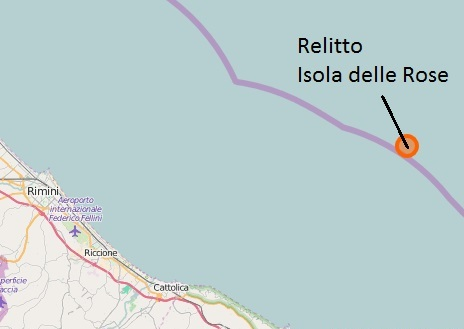
Locatie

## Verfilming
In 2020 werd de geschiedenis van Rozeneiland verfilmd tot L'incredibile storia dell'Isola delle Rose. De film werd uitgebracht door Netflix op 9 december 2020. Giorgio Rosa had hier toestemming voor gegeven, maar zou de film zelf nooit zien; hij overleed in 2017. 